# Stereo personal

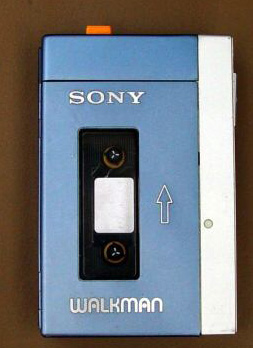
Sony Walkman TPS-L2 (1979) El primer Walkman

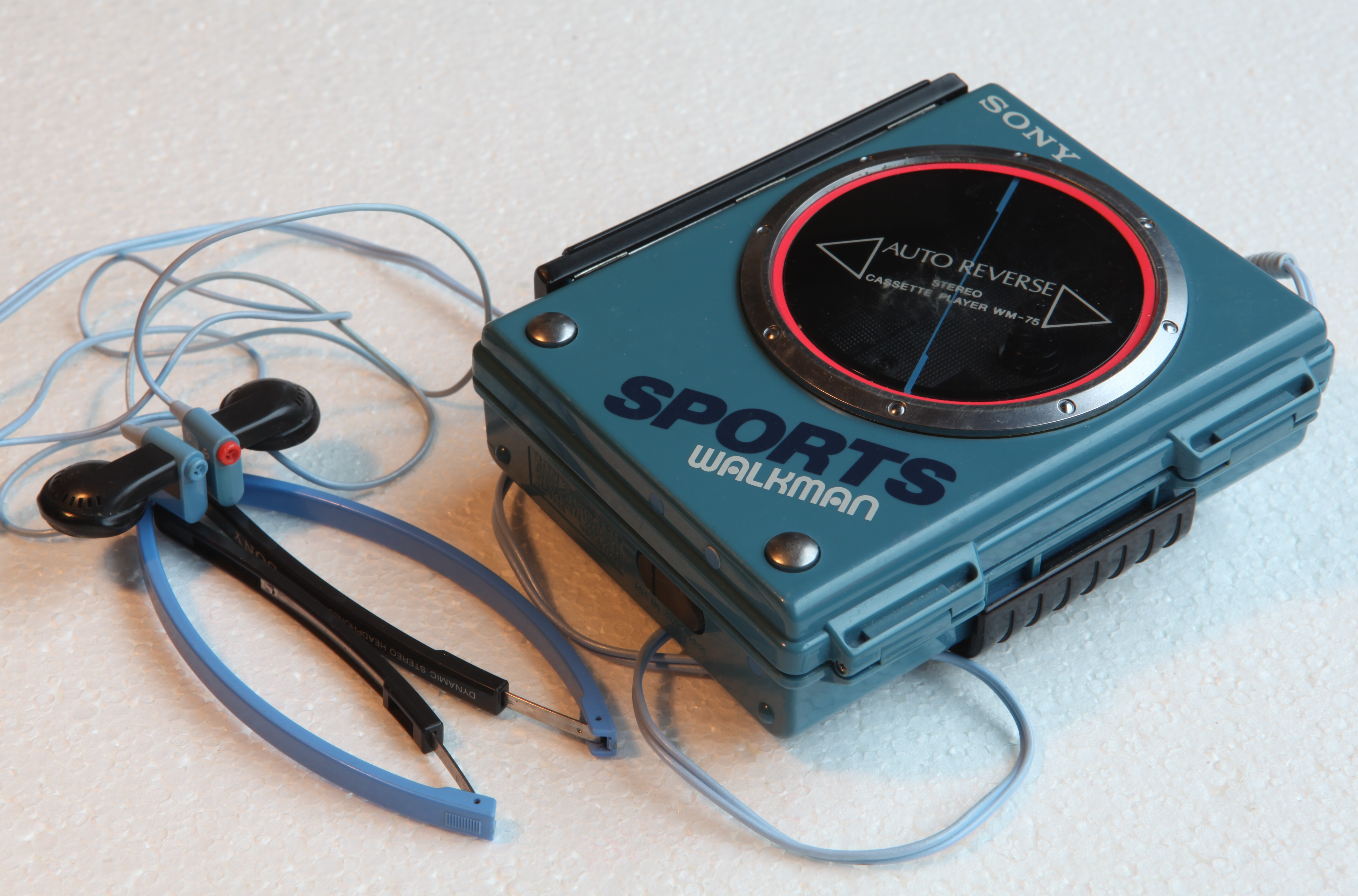
Un Walkman Sony WM-75 Deportes

Un stereo personal o reproductor de casete personal es un reproductor de audio portátil que utiliza un reproductor de audiocassette a batería y en algunos casos tiene una radio AM/FM. Esto permite al usuario escuchar música a través de auriculares mientras camina, corre o se relaja. El stereo personal típicamente tiene un clip de cinturón o una correa de hombro así que un usuario puede sujetar el dispositivo a un cinturón o llevarlo encima de su hombro. Algunos stereos personales venían con un porta pila separado.
El primer stereo personal patentado fue el Stereobelt, creado en Alemania Occidental por el brasileño Andreas Pavel en 1977. Pavel intentó comercializar su diseño de un cinturón pero no pudo hacerlo.
El primer stereo personal comercial fue el Walkman Sony realizado en 1979, creado por Akio Morita, Masaru Ibuka (el cofundador de Sony) y Kozo Ohsone. Se hizo popular y ampliamente imitado en el 1980. En lenguaje diario, "walkman" se convirtió en un término genérico, refiriéndose a cualquier stereo personal, sin importar productor o marca. La proliferación de los walkman  contribuyó a que los casetes de cinta superaran los disco de vinilo en registros de venta por primera vez en 1983. La introducción del walkman coincidió con la moda aerobica  de 1980, haciéndose muy popular escuchar música durante entrenamientos. Además, la prevalencia de reproductores de casetes portátil se correlaciona con un aumento de 30 por ciento de las personas que hacen ejercicio entre 1987 y 1997.

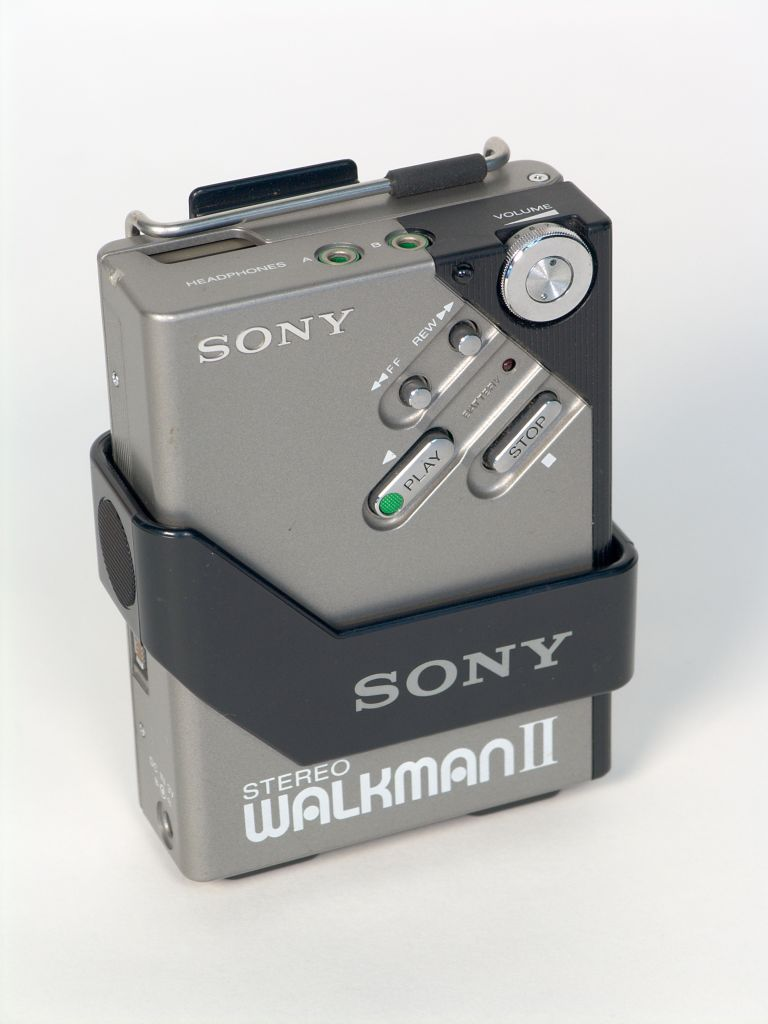
Walkman II.

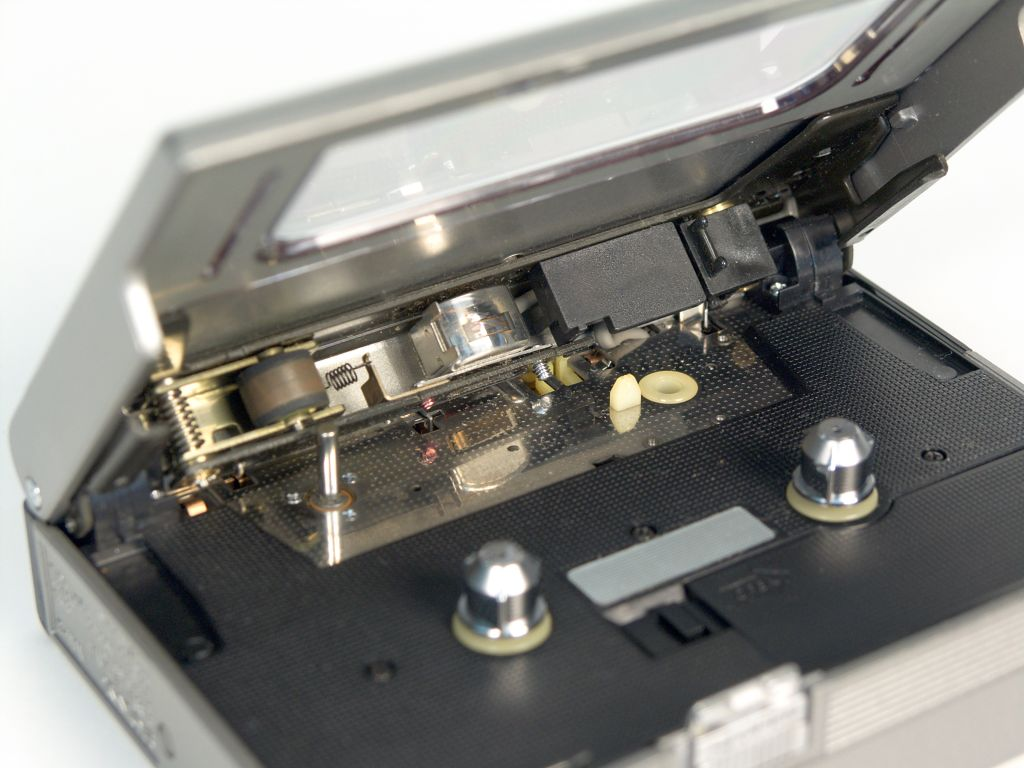
Interior de un Walkman II.

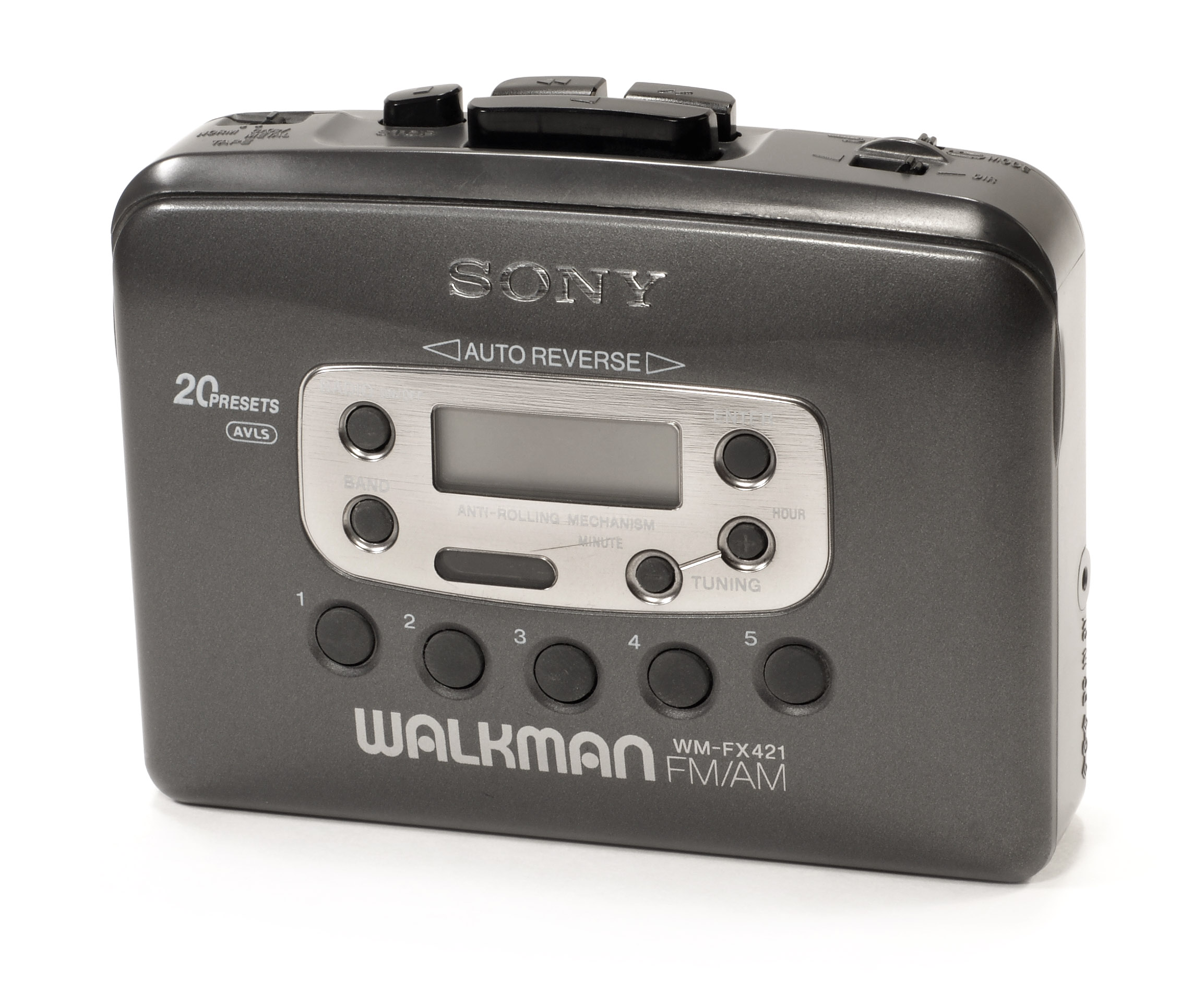
Sony Walkman (WM-FX421)

Del primer modelo y sus posteriores revisiones Sony vendió millones de unidades, aunque cuando apareció, en 1979, pocos podían permitirse (comprarse) uno debido a su elevado precio. El walkman permitía obtener calidad de sonido, a través de auriculares estéreos, similar a la de un equipo casero, sin ser tan voluminoso. La amplia difusión del walkman también cambió radicalmente el negocio de los viejos tocadiscos y le dio el primer golpe al disco de vinilo, ya que el casete era más fácil de reproducir y más barato. El walkman es todo un símbolo de los años 1980. El 24 de octubre de 2010 Sony dejó de fabricarlo, después de 25 años en el mercado.
Originalmente, el Walkman de Sony utilizaba como soporte para almacenar la música, el casseste compacto de Philips "Compact Cassette", que permitía almacenar hasta 60 minutos (30 minutos por cara) con una calidad aceptable; ya en 1975, Sony disponía de un equipo que usaba el casete como soporte: se trataba de una grabadora portátil alimentada por baterías que grababa y reproducía una sola pista (monofónica) con un micrófono integrado y un pequeño altavoz; el walkman simplemente era una modificación, no grabaría, pero reproduciría, hacia 1979, el sonido estereofónicamente, y no tendría altavoz integrado, pero sí un conector para auriculares; su carcasa también era metálica, pero más pequeña y ligera.
Posteriormente incorporó, hacia 1984, un sintonizador AM/FM Stereo análogo; aceptó cintas de dióxido de cromo con sistema de reducción de ruidos Dolby B y ecualizador de 5 bandas, en 1989; también autorreverse hacia 1993; de esta forma, progresivamente se hizo más sofisticado y completo.
Más adelante se empleó el Disco Compacto o Compact Disc como fuente; este walkman, que se conoció como Discman en 1995, tuvo sistema anti-shock en 2001 para que no se interrumpiera la música luego de una sacudida accidental, más refuerzo de bajos, etc.
También existen walkman con DAT, con MiniDisc, y los más modernos con tarjetas o memorias flash integradas. Sin embargo, estos últimos, a pesar de ser superiores tecnológicamente hablando, no emulan aún la versatilidad del mítico Walkman de casete al carecer de una radio AM/FM que permitía a sus usuarios disponer de gran variedad de programación, además de la música grabada.

## Controversia
A Andreas Pavel, inventor alemán-brasileño, se le atribuye la invención del primer reproductor de audio estéreo portátil en 1972.
Pavel estudió filosofía y participó en varios movimientos intelectuales y creativos, era un gran amante de la música y el hecho de que se desplazara constantemente le llevaron a idear su "cinturón estéreo".
Durante la dictadura militar se exilió en Europa, intentó vender su idea a varias empresas pero estas no vieron su idea con buenos ojos y Pavel acabó por patentar su invento.
Sony comenzó negociaciones con Pavel sobre la propiedad intelectual de la invención, y reconoció, en 1986, que le serían pagadas regalías por su invento, sin reconocerse la propiedad intelectual.
Curiosamente, según contaron los fundadores de Sony, su creación se debió a que en una calurosa mañana de 1979, a Masaru Ibuka (uno de los fundadores de Sony) le entraron ganas de escuchar música mientras corría, por lo que inmediatamente buscó la forma de hacer realidad ese deseo. Para ello, extrajo el circuito de grabación de un magnetófono y colocó un amplificador estéreo con unos cascos.
Pero en el libro autobiográfico Made in Japan que Akio Morita publicó en 1986, dice:
“La idea tomó forma cuando, un día, Ibuka entro a su oficina con uno de nuestros grabadores estereofónicos portátiles de cinta y un par de nuestros auriculares de tamaño normal. Tenía aspecto desdichado y se quejaba por el peso de los aparatos. Le pregunté qué tenía en mente y entonces me explicó: “Me gusta escuchar música, pero no quiero molestar a los demás. No puedo estar sentado aquí todo el día al lado de mi equipo estereofónico. Mi solución es llevar la música conmigo, pero el equipo es demasiado pesado. (…) La queja de Ibuka me puso en movimiento: les pedí a nuestros ingenieros que tomaran uno de nuestros confiables grabadores de cinta en cassette, le quitarán el circuito de grabación y el altoparlante, y lo reemplazaran por un amplificador estereofónico. Diseñé los demás detalles que quería, entre los que figuraban auriculares muy livianos. Estos resultaron ser una de las piezas más importantes del proyecto Walkman.”
Con el paso de los años Sony cambió su versión en 2005, tras la muerte de Akio Morita, en un juicio en Gran Bretaña donde Andreas Pavel exigía ser reconocido como el inventor original del aparato. Tras ese juicio, Sony aceptó pagar a Pavel los derechos que le correspondían y regalías por la invención, en una cifra no divulgada.

## Últimas ediciones y modelos
A partir del 2006, Sony ha lanzado nuevos reproductores Walkman-Mp3 y han optado también por transferir la marca Walkman a sus teléfonos móviles Sony Walkman, reproductores de música que se sincronizan con el Windows Media Player de Windows. No obstante los competidores en telefonía celular han desarrollado alternativas a esta marca como la Serie XpressMusic de Nokia, la serie Rokr de Motorola y más aún recientemente con las versiones DolbyPhone de LG Y la Gama Beat de Samsung así como algunas compañías menores que también han sacado teléfonos-celulares dedicados a música

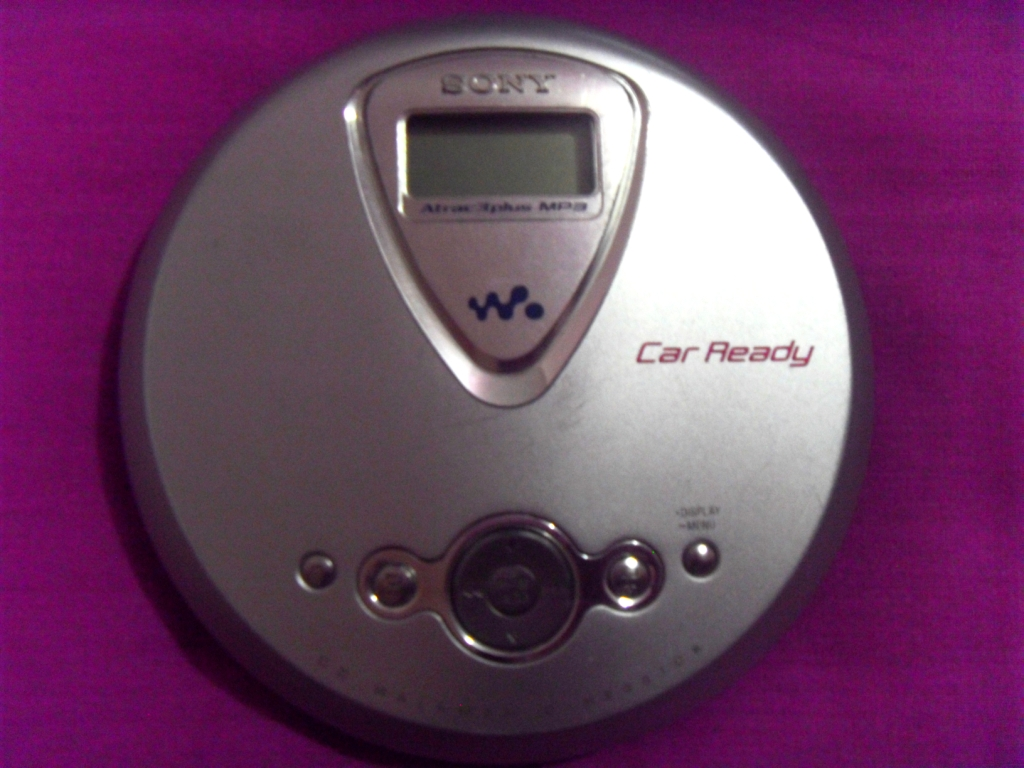
Walkman MP3.

En septiembre del 2008, Sony lanzó su serie S que traían muchas novedades con respecto a sus anteriores modelos, como, cancelación de ruido en su modelos NWZ-S738F el cual reduce hasta un 75%el ruido externo, mejor reproducción de video en comparación con sus modelos anteriores y Mejoramiento de bajos, la función incorporada en prácticamente todos los productos de audio de la marca. La serie S está disponible en tres capacidades: 4, 8 y 16 GB.
La serie W es el reproductor lanzado en el primer trimestre del 2009 y es el primer reproductor tipo auriculares del mercado, ya que todo el sistema, la batería y la memoria se encuentran en los auriculares. Este es el modelo deportivo de la marca e incluye el sistema Zappin, que es un sistema que permite encontrar rápidamente las canciones escuchando fragmentos de estas, este sistema también se incluyó posteriormente en la nueva serie B (NWZ-B140/F). Este modelo está disponible en 2 GB de memoria y en 3 colores, rosa, naranja y negro.
La Serie X es el reproductor que Sony lanzó en junio del 2009 por la conmemoración de los 30 años Walkman aunque ya no se fabricaba, en el mercado. Este modelo, incluye una pantalla de 3 pulgadas OLED y es el primer reproductor Walkman con pantalla táctil, además del sistema de cancelación de ruido y conexión Wi-Fi. Este modelo viene en una carcasa negra con acabado de mineral granito y en dos capacidades: 16 y 32 GB.
Este modelo también permite la sincronización con la biblioteca de iTunes. Es el primer reproductor que no es de Apple en poder tener uso parcial de iTunes.
Uno de los aspectos más destacados también en sus últimas ediciones es la gran autonomía de la batería, por ejemplo, en la serie S reproduce continuamente hasta 40 horas de música o 10 horas de vídeo y en la serie X, reproduce hasta 33 o 60 horas de música y 12 horas de vídeo.
En 2011 lanzaron al mercado la serie E que venía en tres capacidades 4,8,16 GB.
En agosto de 2012, después de que Sony adquirió el 50% de las acciones de Sony Mobile Communications AS, Sony decidió poner en la actualidad la línea Walkman-como una línea de productos estéreos personales y cesar la producción de los nuevos teléfonos celulares pero no suspendió el soporte técnico a los teléfonos Walkman ya retirados del mercado.
Cuando Sony aún era Sony Ericcson, se incorporó un reproductor de música a sus dispositivos llamado Walkman, lanzando incluso versiones de móviles con el apellido Walkman en los que se destacaba la calidad y la facilidad de reproducir música en nuestro dispositivo móvil. Los últimos teléfonos inteligentes de Sony, de la serie Xperia NXT (lanzados a partir de agosto de 2012 con OS Android 4.0) incluyen una aplicación oficial de Sony "WALKMAN", que no es más que el reproductor de música de sus estéreos personales incrustada en las funciones de estos teléfonos inteligentes y que incluyen las mismas tecnologías de mejoramiento de audio, tales como Clear Audio, Megabass, XLoud, DSSE y ecualizador gráfico controlado por el usuario.
Sony mantuvo a Walkman como reproductor de música predeterminado de sus Teléfonos inteligentes, hasta que posteriormente se renombró como "Música", siendo los principales cambios: La interfaz adaptada a Material Design presente en Android 5 Lollipop, retoques en la experiencia de usuario, así como funciones para gestionar la biblioteca y crear listas de reproducción, funciones de temporizador, etc. El motivo de cambio de nombre se debe a que si bien durante mucho tiempo la marca Walkman ha sido asociada a la música, las nuevas generaciones de usuarios ya no hacen esa asociación por no haber tenido contacto con el Walkman original.